# دورند (ویسکانسین)
دورند، ویسکانسین  (به انگلیسی: Durand) شهری در شهرستان پپین ایالت ویسکانسین است که در سال ۱۸۸۷ بنیان‌گذاری شده‌است. این شهر طبق سرشماری سال ۲۰۱۰ میلادی ۱٬۹۳۱ نفر جمعیت داشته‌است.